# IVE
IVE(아이브)는 대한민국의 6인조 다국적 걸그룹이다. 스타쉽 엔터테인먼트 소속으로, 2021년 12월 1일 데뷔했다. 역대 스타쉽엔터테인먼트 걸그룹 중 대중성과 팬덤 동원력을 모두 잡은 케이스이자, 명실상부 4세대 대표 걸 그룹 중 한 팀으로 꼽힌다. 데뷔 후 발표한 3개의 싱글과 첫 정규 앨범이 모두 크게 성공을 거두면서 4연속 메가히트를 치는 등 스타쉽뿐만 아니라 K-POP 걸 그룹 역사에서 아주 강력한 임팩트를 보여 준 그룹 중 한 팀으로 자리매김하였다.

## 구성원
| 이름   | 소개 |
| ------ | --- |
| 안유진 | - 본명: 안유진 - 생년월일: 2003년 9월 1일(21세) - 출생지: 대한민국 대전광역시 서구 둔산동 - 포지션: 리더 - 활동기간: 2021년 12월 1일~ |
| 가을   | - 본명: 김가을 - 생년월일: 2002년 9월 24일(22세) - 출생지: 대한민국 인천광역시 부평구 부평동 - 활동기간: 2021년 12월 1일~             |
| 레이   | - 본명: 나오이 레이 / 直井怜 - 생년월일: 2004년 2월 3일(21세) - 출생지: 일본 아이치현 나고야시 - 활동기간: 2021년 12월 1일~           |
| 장원영 | - 본명: 장원영 - 생년월일: 2004년 8월 31일(20세) - 출생지: 대한민국 서울특별시 용산구 이촌동 - 활동기간: 2021년 12월 1일~             |
| 리즈   | - 본명: 김지원 - 생년월일: 2004년 11월 21일(20세) - 출생지: 대한민국 제주특별자치도 제주시 노형동 - 활동기간: 2021년 12월 1일~        |
| 이서   | - 본명: 이현서 - 생년월일: 2007년 2월 21일(18세) - 출생지: 대한민국 서울특별시 서초구 반포동 - 활동기간: 2021년 12월 1일~             |

## 음반

### 정규
- 2023년 4월 10일 《I've IVE》

### EP
- 2023년 10월 13일 《I'VE MINE》
- 2024년 4월 29일 《IVE SWITCH》
- 2025년 2월 3일 《IVE EMPATHY》
- 2025년 8월 25일 《IVE SECRET》

### 싱글
국내
- 2021년 12월 1일 《ELEVEN》
- 2022년 4월 5일 《LOVE DIVE》
- 2022년 8월 22일 《After LIKE》

영어
- 2024년 1월 19일 《All Night》
- 2024년 11월 8일 《Supernova love》

## 음악 방송 및 목록

### 텔레비전 예능 프로그램
- 2021년 12월 5일: MBC 《복면가왕》 (안유진)
- 2021년 12월 8일: MBC M, MBC every1 《주간 아이돌》 (단체 출연)
- 2021년 12월 8일: MBC 《라디오스타》 (장원영)
- 2021년 12월 11일: MBC 《전지적 참견 시점》 (안유진)
- 2021년 12월 15일: SBS 《백종원의 골목식당》 (안유진, 장원영, 리즈)
- 2022년 1월 1일: JTBC 《아는 형님》 (단체 출연)
- 2022년 2월 22일: 채널A 《강철부대2》 (유진)
- 2022년 4월 6일: MBC M, MBC every1 《주간 아이돌》 (단체 출연)
- 2022년 4월 9일: MBC 《전지적 참견 시점》 (단체 출연)
- 2022년 8월 20일: tvN 《놀라운 토요일》 (안유진, 레이, 이서)
- 2022년 8월 24일: MBC M, MBC every1 《주간 아이돌》 (단체 출연)
- 2022년 8월 27일: JTBC 《아는 형님》 (단체 출연 (347회 게스트))
- 2022년 9월 4일: MBC 《구해줘! 홈즈》 (안유진, 가을)
- 2022년 9월 9일, [[9월 12일: MBC 《2022 추석특집 아이돌스타 선수권대회》 (단체 출연 (레이 제외))
- 2022년 10월 3일: KBS2 《개는 훌륭하다》 (안유진, 레이)
- 2022년 11월 6일, 11월 20일: tvN 《출장 십오야2》 (단체 출연 (이서 제외))
- 2022년 12월 29일: MBC 《2022 MBC 방송연예대상》 (단체 출연)
- 2023년 1월 29일: SBS 《런닝맨》 (단체 출연 (639회 게스트))
- 2023년 4월 7일~2023년 4월 21일: KBS2 《신상출시 편스토랑》 (스페셜 MC 이서)
- 2023년 4월 8일: tvN 《놀라운 토요일》 (단체 출연)
- 2023년 4월 15일: JTBC 《아는 형님》 (단체 출연)
- 2023년 4월 16일: KBS2 《더 시즌즈 - 박재범의 드라이브》 (단체 출연 (레이 제외))
- 2023년 4월 16일~2023년 4월 23일: MBC 《미스터리 음악쇼 복면가왕》 (가을, 이서)
- 2023년 4월 26일: Mnet 《너의 목소리가 보여 10》 (가을, 레이)
- 2023년 5월 6일:  JTBC 《K-909》 (단체 출연 (레이 제외))
- 2023년 9월 22일~2023년 10월 13일: KBS2 《신상출시 편스토랑》 (스페셜 MC 리즈)
- 2023년 10월 18일: MBC M, MBC every1 《주간 아이돌》 (단체 출연, Shine With IVE편[3])
- 2023년 12월 23일: JTBC 《아는 형님》 (레이, 리즈, 이서)
- 2024년 4월 28일-현재: SBS 《SBS 인기가요》 (진행 MC 이서)
- 2024년 5월 7일: SBS 《틈만나면》 (안유진)
- 2024년 10월 4일 KBS2 《더 시즌즈 - 이영지의 레인보우》 (안유진)
- 2025년 2월 22일 MBC 《쇼! 음악중심》 - (스페셜 MC 리즈&가을)

## 콘서트

### 월드 투어 (콘서트)
- 《SHOW WHAT I HAVE》 (2023~2024)

### 팬 콘서트
- 《The Prom Queens》 (2023)

- 《Magazine IVE》 (2024)
- <IVE SCOUT> (2025)